# Mala'e

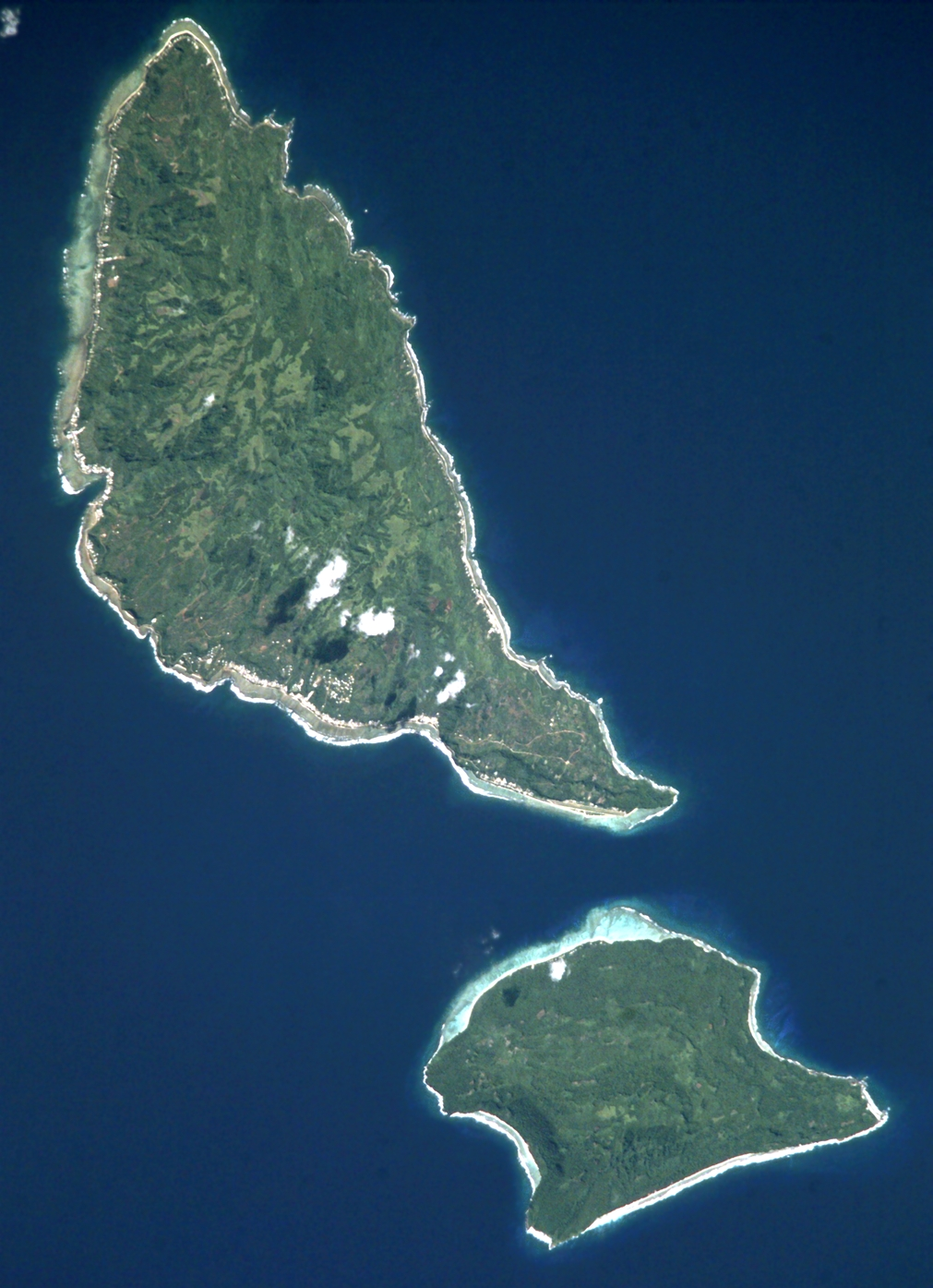
Satellitbild över Futunaön (överst).

Mala'e är en ort på Hoornöarna i det franska territoriet (France d'outre-mer) Wallis- och Futunaöarna i Stilla havet, staden är huvudort i kungadömet/distriktet Alo.

## Staden
Mala'e är huvudort i distriktet och det lokala kungadömet Alo (franska Royaume coutumiers de Alo) och ligger vid den södra kusten på Futunaön östra del.
Staden har endast ca 200 invånare och återfinns bland de mindre orterna i kungadömet, hela distriktet har cirka 2 000 invånare.
Här finns förutom några förvaltningsbyggnader bland annat även kyrkan Chapelle Saint Michel och ett hotell.
Cirka 5 km öster om Mala'e ligger öns flygplats Futuna Island Airport/Pointe Vele Airport (flygplatskod "FUT").

## Historia
Kungadömet Alo grundades ca 1565 och monarken kallas Tu`i Agaifo (kung). Åren 1839 - 1841 ockuperade Alo även grannriket Sigave.